# Меці-Махоло
Меці-Махоло (англ. Metsi-Maholo) — одна з місцевих громад, що розташована в районі Мафетенг, Лесото. Населення місцевої громади у 2006 році становило 21 480 осіб.